# Granville Leveson-Gower
George Granville Leveson-Gower, 2º conde Granville (11 de mayo de 1815-31 de marzo de 1891), fue un político liberal británico. Ocupó diversos cargos en su carrera, entre ellos el de secretario de Asuntos Exteriores (1851-1862, 1870-1874, 1880-1885) y líder de los liberales en la Cámara de los Lores, por casi 30 años. Durante su gestión mantuvo una actitud pacifista respecto a las relaciones exteriores de Gran Bretaña.

## Biografía
Nacido en Londres, sus padres fueron Granville Leveson-Gower, 1.er conde Granville, y lady Harriet Cavendish. Era nieto de William Cavendish, duque de Devonshire y de Georgiana Cavendish, ambos destacados miembros de los liberales.
Se educó en el Eton College y en el Christ Church de Oxford.
En 1836, después de una corta estadía en París, ocupó un escaño en el Parlamento por el partido Liberal. Desde 1841 hasta 1846, cuando murió su padre y ocupó un escaño en la Cámara de los Lores, representó a Lichfield.
En 1840, se casó con Marie Louise Pelline von Dalberg, viuda de sir Richard Acton y madre del historiador católico Lord Acton. En 1864, después de la muerte de su esposa, se comprometió con la ex-espía estadounidense confederada Rose O'Neal Greenhow, pero poco después del compromiso, Greenhow murió ahogada en Carolina del Norte.
En 1851, sucedió a Lord Palmerston como Secretario de Asuntos Exteriores, pero solo por dos meses hasta la caída de Lord John Russell. A finales de 1852, con la ascensión de George Hamilton-Gordon, Lord Aberdeen, fue designado Lord presidente del Consejo y luego canciller del Ducado de Lancaster. En 1855, cuando Palmerston volvió al Gobierno, fue nuevamente Lord presidente hasta 1858.
En 1856, dado su interés por la educación, fue elegido rector de la Universidad de Londres, cargo que ocupó por 35 años.
En junio de 1859, la reina Victoria, avergonzada por la rivalidad entre Palmerston y Russell, lo invitó a formar gobierno, pero no lo logró. Palmerston volvió a ser primer ministro, Russell, secretario de Asuntos Exteriores y él, Lord presidente del Consejo. Sin embargo, a la muerte de Palmerston en 1865, conservó su puesto con la ascensión de Russell como primer ministro.

## Legado
La actual ciudad de Vancouver se llamó Granville en su honor desde 1870 hasta 1886 cuando se incorporó a la Confederación canadiense. La mayor vía pública que se extiende en dirección norte-sur en la ciudad se llama Granville Street.